# Etal Castle

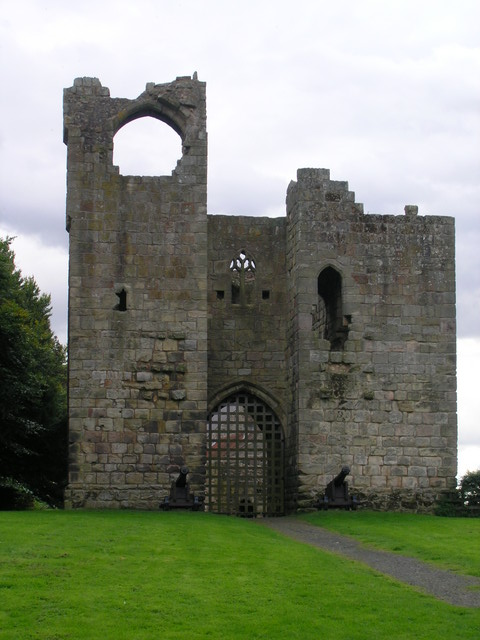
Torhaus von Etal Castle von außen

Etal Castle ist eine Burgruine im Dorf Etal in der englischen Grafschaft Northumberland. Die Burg ließ um 1341 Robert Manners bauen; sie bestand aus einem Wohnturm, einem Torhaus und einem Eckturm, die durch eine Kurtine geschützt wurden. Etal Castle war sowohl in lokale Konflikte als auch in die Grenzkriege zwischen England und Schottland verwickelt. 1428 gab es eine Schlacht zwischen den rivalisierenden Familien Manners und Heron vor den Mauern der Burg, 1513 wurde die Burg kurzzeitig von König Jakob IV. von Schottland während seiner Invasion Englands eingenommen.
Im Jahre 1547 ging die Burg in die Hände der Krone über und wurde als Teil der Grenzverteidigung gegen Schottland mit einer Garnison belegt. Dann verfiel sie und wurde 1603 als militärische Festung aufgegeben. Ab dem 18. Jahrhundert wurde sie nicht mehr bewohnt und verfiel zur Ruine. Heute, im 21. Jahrhundert, gehört die Burgruine der Familie Joicey, wird aber von English Heritage verwaltet. Von dieser Organisation wurde sie als historisches Bauwerk I. Grades gelistet und gilt als Scheduled Monument.

## Geschichte

### 14. und 15. Jahrhundert
Etal Castle wurde um 1341 für Robert Manners errichtet, nachdem dieser von König Eduard III. eine Erlaubnis erhalten hatte, sein Haus zu befestigen (engl. „Licence to Crenellate“). Dies geschah, um den Ort gegen die Angriffe der Schotten verteidigen zu können. Die Grundherrschaft von Etal lag seit spätestens 1242 in den Händen der Familie Manners.

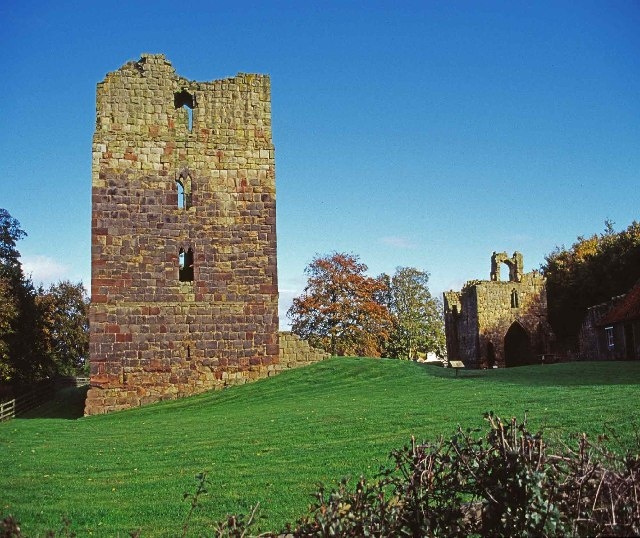
Wohnturm (links). Man sieht den helleren Sandstein, der für die oberen Gebäudeteile verwendet wurde. Torhaus (rechts).

Der älteste Teil der Burg ist der Wohnturm. Dieser Turm könnte um 1341 an der Stelle eines älteren, nicht befestigten Hauses der Familie errichtet worden sein. Ein Teil des alten Hauses ist dabei wohl in den neuen, befestigten Turm integriert worden. Es besteht aber auch die Möglichkeit, dass der zentrale Turm bereits Ende des 13. oder Anfang des 14. Jahrhunderts komplett mit Zinnen errichtet worden war. In diesem Falle galt die Erlaubnis zur Befestigung, die König Eduard III. gewährte, nur für die Umfassungsmauer. Um die 1350er-Jahre war die Burg von einer Grundherrschaft umgeben, in der sich Korn- und Walkmühlen, Kalköfen und Kohlenbergwerke befanden.
Die Arbeiten wurden unter Roberts Sohn, John Manners, der das Anwesen 1354 noch in jugendlichen Jahren erbte, fortgesetzt. 1355, als Sir Edward de Letham die Mündelverwaltung für das Anwesen erhielt, wurde die Burg als Fortalice, ein nur schlecht zur verteidigendes Anwesen, beschrieben. 1368, als die Mündelverwaltung an seine Witwe Joan überging, war Etal Castle eine vollwertige Burg. De Lethan war ein mächtiger regionaler Adliger. Er könnte die Mündelverwaltung von König Eduard III. erhalten haben, womit dieser sich angesichts der schottischen Militärvorstöße  seiner Loyalität versicherte. Er und seine Gattin wirtschafteten angeblich das umgebende Anwesen herunter, was dazu führte, dass eine Kommission zur Untersuchung dieses Missbrauchs eingesetzt wurde.

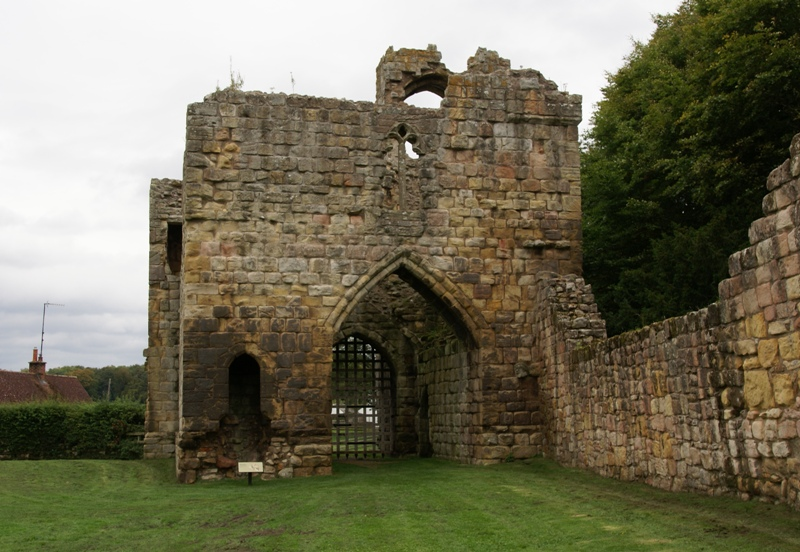
Innenseite des Torhauses

John Manners starb 1402 und hinterließ die Burg vermutlich seinem Sohn, Robert Manners, der sie wiederum seinem Sohn, John Manners hinterließ. John Manners war in einen langandauernden Streit mit der Nachbarfamilie Heron verwickelt, der das benachbarte Ford Castle gehörte. Am 20. Januar 1428 gab es einen Kampf zwischen den beiden Familien direkt vor Etal Castle, in dem William Heron starb. Die genauen Vorkommnisse sind unklar und bildeten die Grundlage einer folgenden Gerichtsverhandlung. John Manners führte an, dass William Heron die Burg angegriffen habe und während dieses Angriffs gestorben sei und dass John Manners in seinen Tod nicht direkt verwickelt gewesen sei. William Herons Witwe beschuldigte John Manners und dessen ältesten Sohn, der ebenfalls John hieß, am Tode Williams Schuld zu sein, und forderte dafür einen Ausgleich. Nach einem Schiedsgerichtsverfahren durch die Kirche erklärte John Manners sich damit einverstanden, 500 Messen für William Herons Seele lesen zu lassen und 250 Mark an dessen Witwe zu bezahlen.
1438 erbte ein weiterer Sohn von John Manners, Robert, die Burg und das Anwesen. Infolge der Kriege mit den Schotten, der Kämpfe mit den Nachbarn und der Ärmlichkeit war der Wert der Ländereien in den Jahren davor wesentlich gefallen. Roberts Sohn, ein weiterer Robert Manners, erbte das Anwesen 1464 und gab die Burg bei seinem Tod 1495 an seinen Sohn George weiter. George Manners erbte den Titel eines Baron de Ros von der mütterlichen Seite seiner Familie und die Familie gab die Burg gegen Ende des 15. Jahrhunderts als Wohnsitz auf, als sie näher an den königlichen Hof zog.

### 16. Jahrhundert

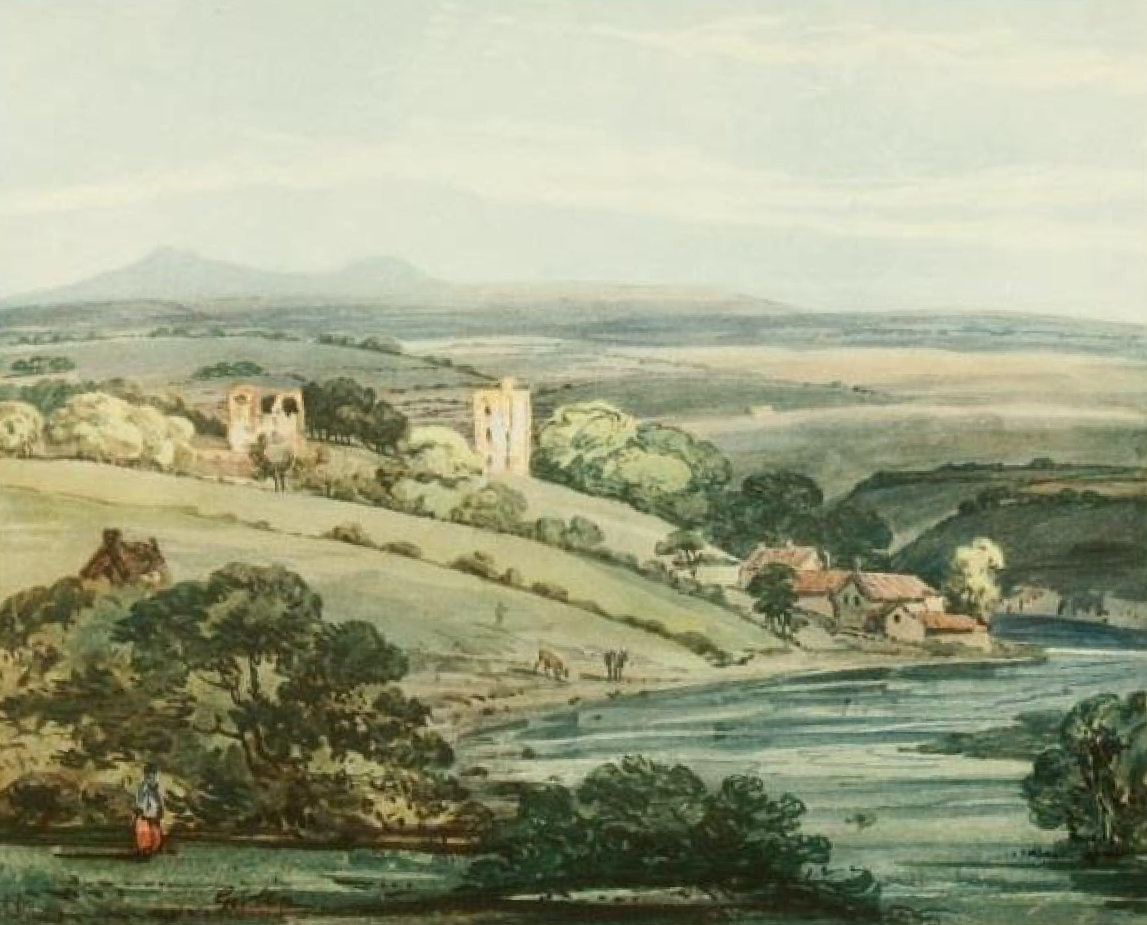
Thomas Girtins Gemälde der Burg von 1797

Da die Manners nicht mehr vor Ort waren, wurde Etal Castle von der Familie Collingwood verwaltet, die nach und nach die erblichen Konstabler der Burg wurden. Sie pachteten das Fronhofland auf dem Anwesen von der Eignerfamilie. Die Burg war stark in die Grenzkriege zwischen England und Schottland verwickelt; normalerweise war sie mit einer Garnison von 100 Mann belegt und bildete so eine wichtige strategische Verteidigungsanlage in der Linie hinter den Verteidigungsbauwerken direkt an der Grenze.
Im August 1513 überfiel König Jakob IV. von Schottland England mit einer großen Armee. Ausgerüstet mit moderner Artillerie nahm er die Grenzfestungen Norham Castle und Wark-on-Tweed Castle ein und zog nach Süden auf Etal Castle zu. Etal Castle ergab sich schnell in der Hoffnung, eine Plünderung durch Jakobs Armee zu vermeiden, aber nichtsdestoweniger wurde die Burg teilweise geschleift, damit sie nicht wieder als Verteidigungsbauwerk dienen konnte.
Nach dem englischen Sieg in der Schlacht von Flodden Field im darauf folgenden Monat wurde die Burg von den Engländern wieder zurückerobert, mit einer Garnison belegt und von Lord Dacre zur Einlagerung der erbeuteten schottischen Artillerie unter Aufsicht von Sir Philip Tilney genutzt. Lord Dacre nutzte die Burg in den Jahren 1515 und 1516 intensiv. 1541 berichtete eine königliche Kommission, dass die Gebäude im Zustand „sehr großen Verfalls“ seien, und forderten ihre Reparatur.
Die Krone kaufte 1547 die Burg von den Manners im Tausch gegen andere Ländereien im England und setzte John Elleker zusammen mit einer Garnison von 100 berittenen und 200 Fußsoldaten als Verwalter auf der Burg ein. Innerhalb von nur zwei Jahren fungierten die Collingwoods erneut als Konstabler auf der Burg, eine Position, die sie bis zum Ende dieses Jahrhunderts einnehmen sollten. Die Burg blieb als Verteidigungsanlage in Grenznähe wichtig, verfiel aber zusehends: 1564 wurde sie als in schlechtem Zustand beschrieben, „knapp noch imstande, dem Kapitän Quartier zu bieten“. 1580 erwähnte ein weiterer Bericht dieselben Probleme und 1584 schrieben Kommissare, dass die fehlende Erhaltung über viele Jahre für Reparaturerfordernisse in der Größenordnung von £ 200 gesorgt habe.

### 17. bis 21. Jahrhundert
1603 erbte König Jakob VI. von Schottland den englischen Königsthron und vereinte beide Länder. Damit hatte Etal Castle seinen militärischen Wert verloren und ging bald in private Hände über. Im 18. Jahrhundert wurde die Burg auch als Wohnstätte aufgegeben und die Ruinen bildeten 1797 die Vorlage für ein Aquarell von Thomas Girtin auf Basis seines Besuches im Herbst 1796.
Lord Joicey kaufte die Burg 1908 und 1922 waren die Ruinen von Efeu befreit und die Mörtelbänder ergänzt. 1975 ging die Burg an den Staat über und in den Jahren 1978, 1983, 1994 und 1998 wurden archäologische Ausgrabungen auf dem Gelände durchgeführt. Heute, im  21. Jahrhundert, wird die Burgruine von English Heritage verwaltet, die es als historisches Bauwerk I. Grades gelistet haben. Es gilt auch als Scheduled Monument.

## Architektur

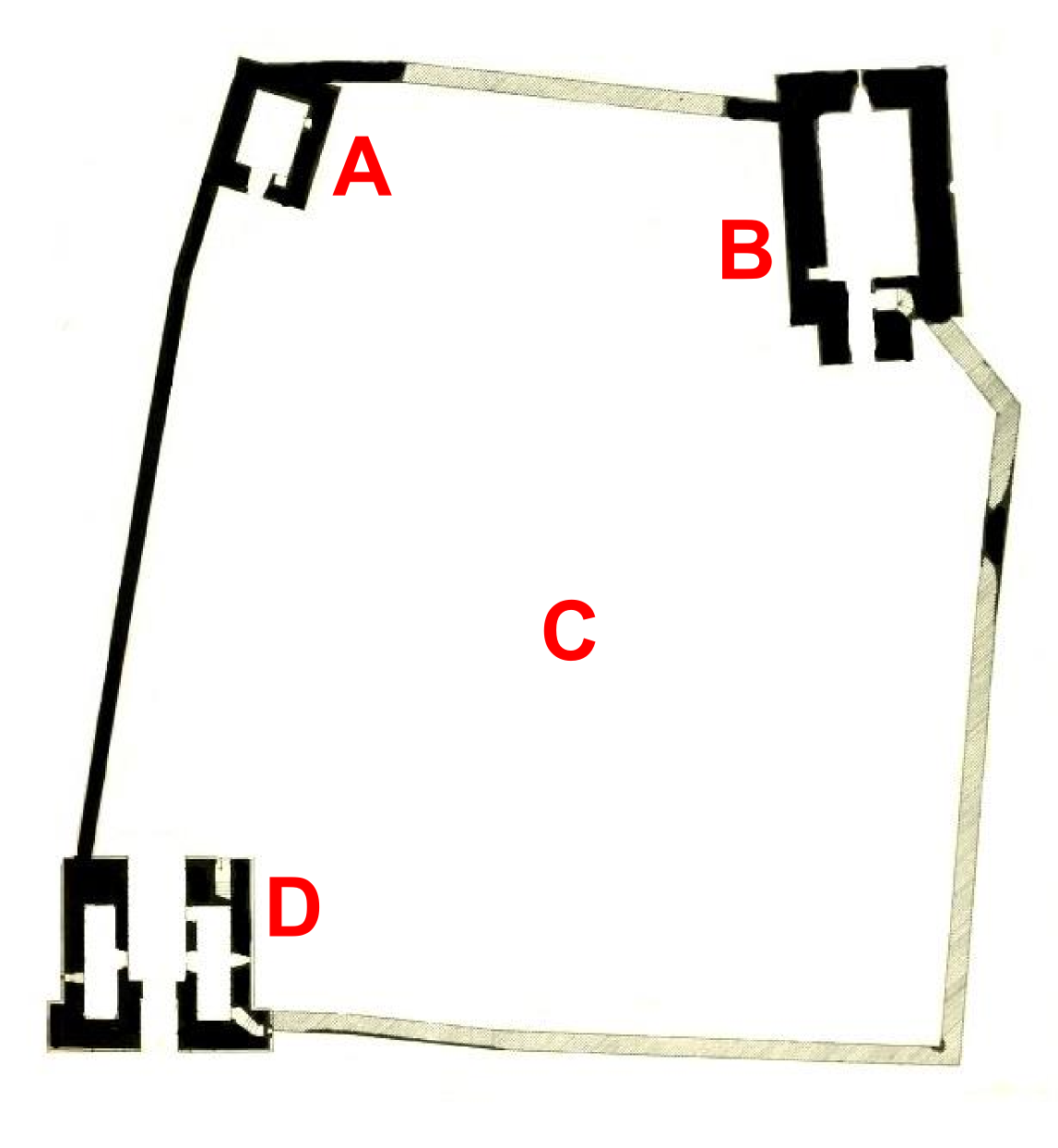
Grundriss der Burg: A – Eckturm; B – Wohnturm; C – Vorburg; D – Torhaus

Etal Castle stand ursprünglich über einer Brücke über den Till und wurde durch steile Dämme, die zum Fluss hin abfielen, geschützt. Die Burg bildet eine rechteckige Einfriedung, etwa 55 Meter × 49 Meter groß, geschützt durch eine mit nur 1,37 Meter Dicke relative dünne Steinkurtine. Der größte, oberirdische Teil der Mauer ist zerstört und nur die Fundamente sind erhalten.
Der Wohnturm in der Nordostecke konnte durch einen Vorbau betreten werden, was für diese Gegend unüblich war. Der Vorbau war 5,3 Meter × 2,69 Meter groß und durch ein Fallgatter geschützt. Der Wohnturm war vier Stockwerke hoch; jedes Geschoss konnte über eine Wendeltreppe erreicht werden und enthielt einen großen und einen kleinen Raum,. Der Wohnturm ist aus Sandstein gebaut; der Vorbau und das oberste Geschoss bestehen aus hellerem Sandstein als die unteren Geschosse und könnten später hinzugefügt worden sein. Das Erdgeschoss misst 14 Meter × 9,8 Meter und hatte ursprünglich eine Gewölbedecke. Die oberen Geschosse waren mit großen Oberlichten gut belichtet; die Fenster waren mit Fenstersitzen versehen. Das erste und das zweite Obergeschoss wurden vermutlich von der Familie Manners genutzt und waren mit großen offenen Kaminen ausgestattet; das dritte Obergeschoss war für die Dienerschaft gedacht. Der Wohnturm war vermutlich mit dem angrenzenden Gebäude des Rittersaals durch eine Tür im ersten Obergeschoss verbunden. Allerdings gibt es von diesem Saalbau keine Spur mehr.
Das Torhaus in der Südostecke hat eine Grundfläche von 11 × 11 Meter, und sein gewölbter Durchgang war ursprünglich durch ein Fallgatter, ein Tor und eine Zugbrücke gesichert. Auf beiden Seiten des Durchgangs waren gewölbte Wachräume, 6,4 Meter lang und bis zu 2 Meter breit. Im ersten Obergeschoss, das heute nicht mehr existiert, gab es eine große Kammer mit 6,7 Meter × 5,8 Meter Grundfläche und einem 2,29 Meter × 2,29 Meter großen Vorraum. Ein Durchgang führte zu einer Art Vorbau oder Plattform. Das Torhaus war, was der Architekturhistoriker ‘’Anthony Emery’’ als “flammende Fensterzeichnung” beschrieb, das Wappen der Manners ist über dem Eingang zum Torhaus eingemeißelt.
Der Turm in der Nordwestecke hat eine Grundfläche von 4,3 Meter × 3,2 Meter innen, eine Eingangstüre an der Ostseite und ursprünglich ein Loftgeschoss. Es ist nicht sicher, ob es einen zweiten Eckturm in der Südostecke der Burg gab; Ausgrabungen im Jahre 1978 an einer Stelle, an der man einen solchen vermutete, ergaben keinerlei Spuren und eine geophysikalische Vermessung 1998 erbrachte ein unklares Ergebnis.